# 츠상향

츠상향의 위치

츠상향(한국어: 지상향, 중국어: 池上鄉, 병음: Chíshàng Xiāng)은 중화민국 타이둥현의 향이다. 넓이는 82.6854km2이고, 인구는 2015년 8월 기준으로 8,493명이다.
특산품인 츠상미(池上米)는 대만 최고 품질의 쌀로서 유명하다.

## 지리
츠상 향은 타이둥현 북부에 위치하고 북쪽은 화롄현 푸리향과 동쪽은 둥허향과 서쪽은 하이돤향과 남쪽은 관산진과 각각 접하고 있다. 화둥 종곡 평원 중부에 위치한 시우루시(新武呂溪)에 의해 충적된 평탄한 지세이다. 주민은 원주민인 아미족이 대부분을 차지한다.

## 역사
츠상 지구는 청대 광서 연간 이후 새롭게 개간된 밭이라는 의미의 신개원(新開園)으로 불리고 있었다. 일본 통치 시대의 1911년에 관영 이민 후보지로서 대파지(大坡池)의 상류에 있는 데에서 일본풍 지명의 이케가미 촌(池上村)으로 불리게 되었고 1937년 이케가미 장(池上庄)을 설치해 다이토청 간잔군의 관할로 했다. 전후에는 타이둥현 츠상향으로 개편되어 현재에 이르고 있다.

## 교통
- 타이완 철로관리국 타이둥 선